# Vincent Feltesse
Vincent Feltesse, né le 4 avril 1967 à Beauvais (Oise), est un  homme politique français.
Maire de Blanquefort de 2001 à 2012, il est président de la communauté urbaine de Bordeaux (CUB) de 2007 à 2014 et député de la deuxième circonscription de la Gironde de 2012 à 2014. Il est également conseiller municipal d’opposition à la mairie de Bordeaux, après avoir été battu par Alain Juppé aux élections municipales de 2014, et conseiller régional de Nouvelle-Aquitaine. Il coordonne la campagne de 2012 de François Hollande sur Internet et devient, en 2014, conseiller politique à la présidence de la République. Depuis janvier 2017, il est conseiller maître à la Cour des comptes. Il quitte la vie politique en 2020. Il devient chef d'entreprise en septembre 2022 et se met en disponibilité de la Cour des comptes.

## Biographie

### Formation et débuts politiques
Ancien élève d'HEC (1991), titulaire d'un DEA d'histoire contemporaine à l’Institut d'études politiques de Paris (1992), il travaille d’abord dans une filiale du journal Libération. Il coordonne ensuite un programme de recherche en histoire financière entre la France et les États-Unis pour la Caisse des dépôts et consignations, puis devient secrétaire de rédaction de la Revue d'économie financière, avant de partir enseigner l'histoire et la géographie au lycée français de Port-Vila au Vanuatu, en Mélanésie.
À son retour, en 1994, il est nommé conseiller technique chargé des Affaires sociales au cabinet du président du conseil général de la Gironde, Philippe Madrelle. En 1997, il devient chargé de mission auprès de Daniel Vaillant, ministre des Relations avec le Parlement. L'année suivante il est nommé directeur de cabinet d'Alain Rousset, président du conseil régional d'Aquitaine. En 2003, il devient professeur associé à l'Institut d'études politiques de Bordeaux. Il y enseigne la communication publique et politique ainsi que les relations avec les partenaires sociaux.
Il a également été le porte-plume du général Marcel Bigeard et la plume de Robert Lion.

### Maire de Blanquefort (2001-2012)
En 2001, il remporte les élections municipales à Blanquefort, faisant basculer la commune à gauche. Il est réélu à ce poste en 2008.
Il met en place une « délégation à l'égalité des sexes et à la parité » qui prône la parité, qui, d'après lui et Yvette Roudy n'est pas facilité par la réforme territoriale de 2009.
La mairie de Blanquefort met en place un réseau Internet sans-fil communautaire (gratuit pour les personnes partageant leur connexion Internet à l'aide de ce système, payant pour les autres) qui couvre une large partie des zones habitées de la commune, au moyen d'un partenariat privé avec la start-up Fon.
En 2009, 29 logements sont construits à destination de 29 familles (près de 120 personnes) appartenant à la communauté des gens du voyage sédentarisés sur la commune depuis plusieurs décennies. La même année, il crée, à la suite de sa rencontre avec le chef étoilé Thierry Marx, la première école de cuisine nomade de France, parrainée par ce dernier.
En septembre 2009, les scènes culturelles des mairies de Blanquefort et de Saint-Médard-en-Jalles fusionnent, afin de proposer une programmation commune sous le nom : le Carré - les Colonnes.
Au début de son second mandat, en 2008, il engage la zone d'activités économique de Blanquefort à se spécialiser dans l'accueil des éco-activités et des éco-constructions. Cette pépinière d'entreprises est nommée Ecoparc. En 2011, le projet de construction d'une usine de construction de panneaux photovoltaïques du groupe First Solar sur la zone d'activités est gelé. Vincent Feltesse, dans une tribune commune avec Noël Mamère, Philippe Plisson et Alain Rousset dénonce le gouvernement, par son choix de baisser les tarifs de rachat de l'électricité photovoltaïque des particuliers, d'en être la cause. Début 2010, le tarif d'achat du photovoltaïque était de 7,4 à 10,4 fois supérieur aux prix du marché de l'électricité.
En 2008, pendant la crise du secteur automobile américain, il milite auprès des syndicats, des salariés et de différents élus de la région pour le maintien de l'usine Ford de Blanquefort. Dans un entretien publié dans Sud-Ouest en juin 2011, Vincent Feltesse explique que « Même [s'il n'a] pas été le seul à [se] battre, le fait que Ford reste sur la commune, est évidemment l'événement dont [il est] le plus fier. ». L'usine arrête définitivement sa production en juillet 2019.
Appelé à siéger à l'Assemblée nationale, il démissionne de son mandat de maire le 6 juillet 2012.

### Secrétaire national adjoint du Parti socialiste (2005-2008)
De 2005 à 2008, il occupe le poste de secrétaire national adjoint du Parti socialiste chargé des nouvelles technologies. Il est chargé de développer de concert les sujets relatifs à la ville, l'urbanisme et les questions de l'économie numérique. À l'occasion du e-G8 organisé par Nicolas Sarkozy, il dénonce dans une tribune ce qu'il juge être un « bilan numérique indigent » et prône son développement « pour stimuler l’activité économique, améliorer la qualité des services publics et revivifier la démocratie ».
À partir de 2011, dès les primaires citoyennes, il coordonne la campagne présidentielle de François Hollande sur le net et suit les questions relatives à l'économie numérique au sein de l'équipe de campagne.

### Président de la CUB (2007-2014)
Le 13 juillet 2007, il est élu président de la communauté urbaine de Bordeaux (CUB) à la suite de la démission d'Alain Rousset pour cumul des mandats. Celle-ci regroupe les 27 communes de l'agglomération bordelaise. Le 18 avril 2008, il est réélu à la présidence de la CUB (111 voix pour, 9 abstentions) au terme des élections municipales qui ont également vu sa réélection au premier tour du scrutin comme maire de Blanquefort (64 % des suffrages).
Pendant ses mandats de président de la CUB, il remet en place le Conseil de développement durable de l'agglomération bordelaire, qui a un rôle consultatif.
Alors que la phase 2 du tramway s’achève et au terme d’une consultation, il propose de changer le délégataire des transports en novembre 2008 : Keolis remplace ainsi Veolia Transport. Depuis, la CUB s’apprête à lancer la phase 3 du tramway (33 km supplémentaires) ainsi qu’une ligne tram-train entre Bordeaux et le Médoc. À l'instar d'autres grandes agglomération, la CUB s’est dotée d’un système de vélo en libre-service : les VCUB.
Battu lors des élections municipales de 2014, il est remplacé par Alain Juppé en avril de la même année.

#### Président de la FNAU
Après en avoir été premier vice-président de mai 2008 à octobre 2010, il a été élu président de la Fédération nationale des agences d'urbanisme le 20 octobre 2010 et succède à André Rossinot.
En février 2010, Vincent Feltesse a lancé avec Olivier Mongin, directeur de la revue Esprit, un groupe de travail pluraliste et international sur la question de la métropolisation. Rassemblant de nombreux architectes-urbanistes, des personnalités politiques et des intellectuels, ce groupe s’efforce d’attirer l’attention du public sur les dynamiques métropolitaines et de promouvoir la culture urbaine en France.

#### Président du conseil d’administration de Bordeaux – Euratlantique
Le 4 mars 2011, Vincent Feltesse a été élu président du conseil d’administration de l’Opération d’intérêt National Bordeaux – Euratlantique. Il succède à ce poste à Alain Juppé, contraint de renoncer à cette fonction à la suite de son entrée au gouvernement. Il a démissionné à son tour le 29 juin 2012.

#### Candidat aux élections municipales de Bordeaux
Le 5 juin 2013, Vincent Feltesse officialise sur Twitter sa candidature à la mairie de Bordeaux pour les élections municipales françaises de 2014. Il est battu par Alain Juppé dès le premier tour avec 22,58 % des voix et devient conseiller municipal dans l'opposition.
En octobre 2016, il est écarté de la présidence du groupe PS au conseil municipal de Bordeaux.

### Député (2012-2014)
Lors des élections législatives de 2012, Vincent Feltesse est le suppléant de Michèle Delaunay, ministre déléguée auprès de la ministre des Affaires sociales et de la Santé, chargée des Personnes âgées et de l'Autonomie, dans la deuxième circonscription de la Gironde. Il rejoint donc les bancs de l'Assemblée nationale le 22 juillet 2012. Il est membre de la Commission des affaires culturelles et de l'éducation.
En avril 2013, il dit vouloir verser 50 000 euros, au titre de sa réserve parlementaire, au projet de grande mosquée prévue dans le quartier de La Bastide à Bordeaux. Vincent Feltesse se déclare néanmoins « profondément laïc ».
En 2013, il est rapporteur de la loi Enseignement supérieur et recherche, auteur d'un rapport pour le Ministère de la Culture sur l'enseignement et la recherche en architecture et d'un autre sur l'égalité Femmes-Hommes dans les territoires.
Un mois après la non-reconduction de Michèle Delaunay au sein du gouvernement Valls, début avril 2014, il laisse son siège de député à cette-dernière.

### Conseiller du président de la République (2014-2017)
En mai 2014, il est nommé conseiller à l'Élysée. Il est responsable du pôle chargé des relations avec les élus, les formations politiques, des études d'opinion et des argumentaires politiques,.
Il est présenté par Le Figaro comme l'un des « sept samouraïs » du président François Hollande, avec Jean-Pierre Jouyet, secrétaire général de l'Élysée, Sylvie Hubac, directrice de cabinet, Emmanuel Macron, secrétaire général adjoint, Nicolas Revel, secrétaire général adjoint, Jacques Audibert, conseiller diplomatique et Gaspard Gantzer, chef du pôle communication.
En novembre 2016, il renonce à se présenter aux élections législatives, après avoir visé la circonscription de Noël Mamère (qui ne se représente pas), en raison de la défiance de plusieurs élus socialistes locaux.
Par décret du 22 décembre 2016, il est nommé à la Cour des comptes, au tour extérieur, comme conseiller maître.

### Conseiller régional (2016-2021)
En décembre 2015, il est élu conseiller régional de Nouvelle-Aquitaine, lors des élections régionales en Gironde.
En 2016, il crée l'association citoyenne Bordeaux Métropole des Quartiers 2020 visant à réfléchir sur l'avenir de la ville.
Il quitte le Parti socialiste en janvier 2019, considérant que le parti ne répond plus aux « défis » du temps.

### Retrait de la vie politique
Le 22 février 2020, crédité de seulement 7 % d'intention de votes, il annonce qu'il quitte la vie politique et renonce à se présenter aux élections municipales de 2020 à Bordeaux et met fin à sa liste « Bordeaux métropole des quartiers ». Il soutient la candidature de l'écologiste Pierre Hurmic.

### Conseiller maître à la Cour des comptes et détaché à l'Agence régionale de la santé Nouvelle Aquitaine durant la 1ere vague du Covid-19
De janvier 2017 à septembre 2022, il est conseiller maître à la Cour des comptes. Il est affecté à la deuxième Chambre de la Cour des comptes (section énergie et industries de la Défense). Il rejoint en 2018 la sixième Chambre et travaille plus particulièrement sur le secteur des personnes âgées et du handicap. Il est notamment rapporteur de la Formation inter-juridictions sur les établissements et services médico-sociaux. Il participe au rapport sur la prise en charge médicale des personnes âges en Ehpad réalisé à la demande du Sénat. Il est aussi l'auteur de l'insertion dans le rapport public annuel de la Cour des comptes sur l'impact du Covid dans les Ehpad. Durant le 1er vague du Covid, il est mis à la dispostion de l'Agence régionale de la santé Nouvelle Aquitaine.

### Entrepreneur
Il fonde en septembre 2022 NFU Prod avec Benjamin Delaux, la foncière Magellan et Kévin Polizzi NFU Prod, société de production immobilière à impact.[réf. nécessaire]

## Vie privée
Marié à une libraire, il est père de trois enfants.

## Ouvrages
- La décennie bordelaise, quelle politique urbaine à l'heure des métropoles, Entretiens avec Jean Viard, Éditions de l'Aube, 2012[36]
- Et si tout s'était passé autrement. Chronique secrète de l'Élysée sous François Hollande, Plon, 2017[37].